# Albert Bernhard Frank
Albert Bernhard Frank (17 de gener de 1839 - 27 de setembre de 1900) va ser un botànic, fitopatòleg i micòleg alemany, nascut a Dresden. Se li atribueix adoptar el terme micorriza al seu article de 1885 "Über die auf Wurzelsymbiose beruhende Ernährung gewisser Bäume durch unterirdische Pilze" (traduït literalment: “Sobre la nutrició de determinats arbres per fongs subterranis a partir de la simbiosi radicular”).
Frank va rebre l'encàrrec de desenvolupar mètodes pràctics per al cultiu de la tòfona pel rei de Prússia (Guillem I). Tot i que aquest projecte no va tenir èxit, va portar a la seva dilucidació de la naturalesa i el desenvolupament de les micorrizes. Trappe va revisar la història i els impactes del treball de Frank sobre les micorrizes. El 1877, Albert Frank va adoptar el terme "simbiosi" (en alemany: Symbiose) per descriure la naturalesa dels líquens.
El gènere bacterià Frankia i la família Frankiaceae van rebre el seu nom.

## Obres
- Pflanzen-Tabellen zur leichten, schnellen und sicheren Bestimmung der höheren Gewächse Nord-und Mittel-Deutschlands, nebst 2 besonderen Tabellen zur Bestimmung der deutschen Holzgewächse nach dem Laube, sowie im winterlichen Zuberlichen Zustande das un System . Schmidt & Günther, Leipzig 4., verb. und verm. Aufl. 1881. Edició digital de la Biblioteca Universitària i Estatal de Düsseldorf